# میا هانسن-لووه
میا هانسن-لووه (فرانسوی: Mia Hansen-Løve‎؛ زادهٔ ۵ فوریهٔ ۱۹۸۱) کارگردان، فیلمنامه‌نویس و بازیگر پیشین اهل فرانسه است. وی در شهر پاریس زاده شد. پدر و مادر او استاد فلسفه هستند. این کارگردان از سال ۲۰۰۴ تاکنون ۶ فیلم سینمایی و ۲ فیلم کوتاه ساخته‌است. میا هانسن-لووه از سال ۱۹۹۸ میلادی تاکنون مشغول فعالیت بوده‌است. از فیلم‌هایی که وی در آنها نقش داشته‌است می‌توان به اواخر آگوست، اوایل سپتامبر اشاره کرد.
ایشان از سال ۲۰۰۱ همسر الیویه آسایاس کارگردان فرانسوی هستند؛ و تک فرزندی هم حاصل این ازدواج است.

## فیلم‌شناسی

### به عنوان کارگردان
- بهشت
- آنچه در پیش است
- جزیره برگمن ۲۰۲۱

### به عنوان بازیگر
- اواخر اوت، اوایل سپتامبر
- سرنوشت احساساتی

## جوایز
- برندهٔ جایزهٔ ویژهٔ هیئت داوران در بخش نوعی نگاهی جشنواره فیلم کن ۲۰۰۹ برای فیلم پدر فرزندانم